# Спартак-Пересвет
«Спартак-Пересвет» — бывший российский футбольный клуб из Брянска. Основан в 1994 году. Четыре сезона провёл в первенстве России среди команд-мастеров. Лучшее достижение — 9-е место в зоне «Центр» второго дивизиона в 1998 году.
Победитель зонального группового турнира Первенства КФК (1994), обладатель Кубка России среди КФК (1995), обладатель Кубка Брянской области (1994, 1995).

## Прежние названия
- 1994—1998 — «Спартак»
- 1999—2000 — «Спартак-Пересвет»

## Статистика выступлений
| Сезон | Лига/Дивизион   | Зона            | Место  | Кубок               | Примечания                 |
| ----- | --------------- | --------------- | ------ | ------------------- | -------------------------- |
| 1994  | КФК             | Центр, группа А | 1      | 1/4 — КФК, 3-я зона |                            |
| 1994  | КФК             | Финал. этап     | групп. | 1/4 — КФК, 3-я зона |                            |
| 1995  | КФК             | Центр, Группа В | 4      | 1 — КФК, 2-я зона   | Выход в Третью лигу        |
| 1995  | КФК             | Финал. этап     | групп. | 1 — КФК России      | Выход в Третью лигу        |
| 1996  | Третья лига     | 4               | 11     | —                   |                            |
| 1997  | Третья лига     | 4               | 5      | 1/128               | Переход во Второй дивизион |
| 1998  | Второй дивизион | Центр           | 9      | 1/64                |                            |
| 1999  | Второй дивизион | Запад           | 20     | 1/256               | Расформирован              |